# Musca commoror
Musca commoror är en tvåvingeart som först beskrevs av Moses Harris 1780. Musca commoror ingår i släktet Musca, ordningen tvåvingar, klassen egentliga insekter, fylumet leddjur och riket djur. Inga underarter finns listade i Catalogue of Life.